# ヴィディン州

ヴィディン州
Област Видин

ヴィディン州（ヴィディンしゅう、ブルガリア語: Област Видин, ラテン文字転写: Oblast Vidin）は、ブルガリアの北西端に位置する州。セルビア、ルーマニアと国境を接している。州都のヴィディンはドナウ川に面している。
州には、14世紀のオスマン帝国の侵略に対して作られた要塞であるババ・ヴィダ（Баба Вида、Baba Vida）や、ベログラトチク要塞などがある。

## 地理

ババ・ヴィダ要塞

州の領域はバルカン山脈、ドナウ平原の西端に位置し、北を流れるドナウ川がルーマニアとの国境となっている。バルカン山脈のは濃密な森、草原、そしてベログラトチクの奇岩（Belogradchik Rocks）がある。セルビア国境付近にはおよそ80の洞窟があり、その中のひとつマグラ（Magura）には、紀元前1万年に描かれた壁画が残されている。

## 基礎自治体
- ヴィディン

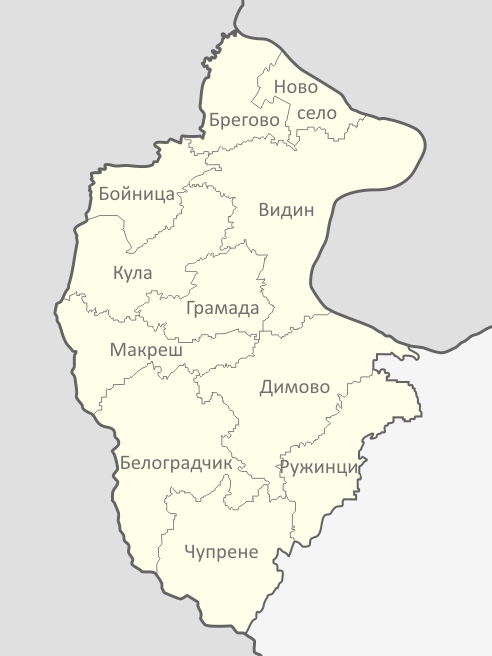
ヴィディン州の基礎自治体

- ベログラトチク （Белоградчик / Belogradchik）
- ボイニツァ （Бойница / Boynitsa）
- ブレゴヴォ （Брегово / Bregovo）
- チュプレネ （Чупрене / Chuprene）
- ディモヴォ （Димово / Dimovo）
- グラマダ （Грамада / Gramada）
- クラ （Кула / Kula）
- マクレシュ （Макреш / Makresh）
- ノヴォ・セロ （Ново село / Novo Selo）
- ルジンツィ （Ружинци / Ruzhintsi）